# Unterickelsheim

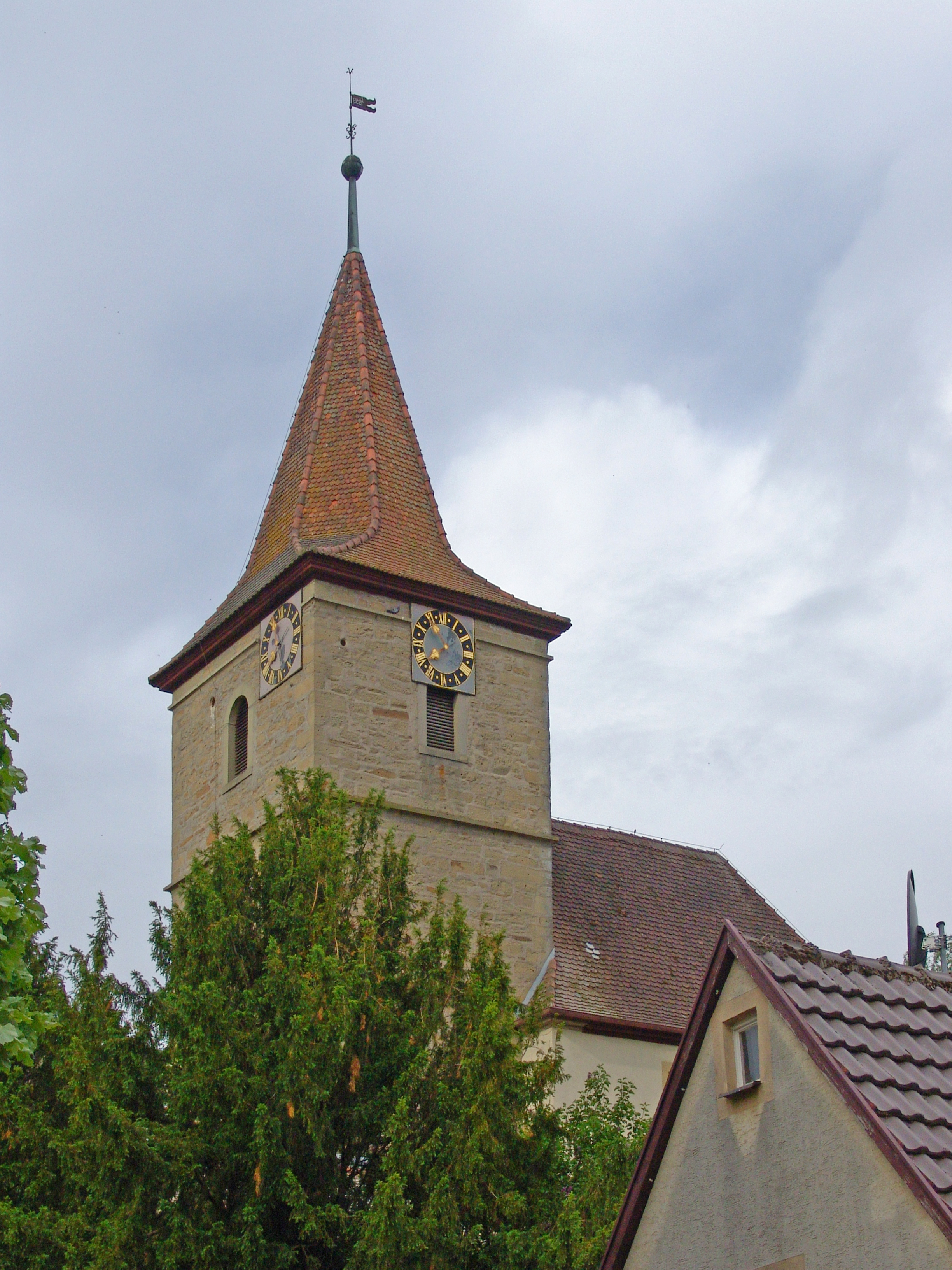
Die Kirche in Unterickelsheim

Unterickelsheim (fränkisch: Inner-iglsi) ist ein Gemeindeteil der Gemeinde Martinsheim im Landkreis Kitzingen (Unterfranken, Bayern). Die Gemarkung Unterickelsheim hat eine Fläche von 3,685 km². Sie ist in 440 Flurstücke aufgeteilt, die eine durchschnittliche Fläche von 8374,58 m² haben.

## Geografische Lage
Das Pfarrdorf liegt am Ickbach, einem linken Zufluss des Breitbachs. Die umgebende Landschaft ist leicht hügelig und besteht ganz überwiegend aus Ackerflächen. Die Kreisstraße KT 17 führt nach Martinsheim (1,7 km nördlich) bzw. zur Bundesstraße 13 (1,5 km südlich).

## Geschichte
Der Ort wurde im Urbar der Dompropstei Würzburg von 1260 als „inferius Icoldesheim“ erstmals urkundlich erwähnt. Das Bestimmungswort des Ortsnamens ist der Personenname Itolf. Die Erwähnung in der Urkunde des Klosters Fulda (9. Jahrhundert) als „Itolfesheim“ kann sich sowohl auf Ober- als auch auf Unterickelsheim beziehen. Welcher der beiden Orte der ursprünglichere ist, lässt sich nicht klären. Beide Orte dürften aber schon zur Zeit der Fränkischen Landnahme bestanden haben. Im Mittelalter hatten wechselnde Herrschaften das Dorf inne. Insbesondere die Herren von Ansbach-Brandenburg prägten Unterickelsheim nachhaltig, als sie im Jahr 1528 die Reformation einführten.
Gegen Ende des 18. Jahrhunderts gab es in Unterickelsheim 32 Anwesen. Das Hochgericht übte das ansbachische Oberamt Uffenheim aus. Das Kasten- und Stadtvogteiamt Uffenheim war Grundherr über 28 Anwesen. Von 1797 bis 1808 unterstand Unterickelsheim dem preußischen Justiz- und Kammeramt Uffenheim.
1806 kam der Ort an das Königreich Bayern. Mit dem Gemeindeedikt (frühes 19. Jahrhundert) wurde Unterickelsheim dem Steuerdistrikt Herrnberchtheim zugeordnet. Wenig später entstand die Ruralgemeinde Unterickelsheim. Sie war in Verwaltung und Gerichtsbarkeit dem Landgericht Uffenheim zugeordnet und in der Finanzverwaltung dem Rentamt Uffenheim (1919 in Finanzamt Uffenheim umbenannt). Ab 1862 war das Bezirksamt Uffenheim für die Verwaltung der Gemeinde zuständig (1939 in Landkreis Uffenheim umbenannt). Die Gerichtsbarkeit blieb beim Landgericht Uffenheim (1879 in Amtsgericht Uffenheim umbenannt), seit 1972 ist das Amtsgericht Kitzingen zuständig. Die Gemeinde hatte 1964 eine Gebietsfläche von 3,689 km². Am 1. Mai 1978 wurde Unterickelsheim im Zuge der Gebietsreform in Bayern nach Martinsheim eingegliedert.

### Baudenkmäler
In Unterickelsheim gibt es vier Baudenkmäler:
- Evangelische Pfarrkirche St. Nikolaus. Von einem Vorgängerbau aus dem späten 13. Jahrhundert ist der Chorturm erhalten. Im Jahr 1405 gab es erste Veränderungen, im Jahr 1759 folgte die Erweiterung des Langhauses. Auf dem Altarretabel aus dem 17. Jahrhundert ist. eine figürliche Kreuzigungsgruppe in eine gemalte Landschaft integriert.
- An den Ortsausgängen stehen jeweils zwei Steinkreuze aus dem Mittelalter, ursprünglich wohl Sühnekreuze.
- Im Dorf befindet sich ein mit einem Doppeladler verziertes Wirtshausschild aus dem ausgehenden 18. Jahrhundert.

### Bodendenkmäler
In der Gemarkung Unterickelsheim gibt es sechs Bodendenkmäler.

### Einwohnerentwicklung
| Jahr      | 1818   | 1840   | 1852   | 1855   | 1861   | 1867   | 1871   | 1875   | 1880   | 1885   | 1890   | 1895   | 1900   | 1905   | 1910   | 1919   | 1925   | 1933   | 1939   | 1946   | 1950   | 1952   | 1961   | 1970   | 1987   | 2013  |
| Einwohner | 175    | 182    | 198    | 206    | 198    | 188    | 176    | 182    | 191    | 211    | 188    | 182    | 176    | 168    | 170    | 193    | 186    | 174    | 144    | 247    | 262    | 227    | 153    | 186    | 187    | 194   |
| Häuser    | 40     | 37     |        |        |        |        | 39     |        |        | 40     | 43     |        | 41     |        |        |        | 35     |        |        |        | 34     |        | 36     |        | 49     |       |
| Quelle    | [ 10 ] | [ 17 ] | [ 18 ] | [ 18 ] | [ 19 ] | [ 20 ] | [ 21 ] | [ 22 ] | [ 23 ] | [ 24 ] | [ 25 ] | [ 18 ] | [ 26 ] | [ 18 ] | [ 27 ] | [ 18 ] | [ 28 ] | [ 18 ] | [ 18 ] | [ 18 ] | [ 29 ] | [ 18 ] | [ 12 ] | [ 30 ] | [ 31 ] | [ 2 ] |

## Religion
Der Ort ist seit der Reformation evangelisch-lutherisch geprägt und Sitz der Pfarrei St. Nikolaus.

## Persönlichkeiten
- Ernst Falk (1914–1994), Politiker (FDP)